# Люк, Смол
Смол Люк (ранее известная как Люк Ю-Ханг; род. 1966 года; Гонконг) — первый интерсекс-человек в Гонконге, который открыто об этом рассказал. Она родилась с синдромом частичной нечувствительности к андрогенам. Люк жила как мужчина в течение 36 лет, но потом стала жить как женщина. В 2011 году она основала организацию «Beyond Boundaries – Knowing and Concerns Intersex», которая занимается правами интерсекс-людей.

## Биография
Смол Люк стала первым ребенком в ее семье. Когда Люк родилась, доктор обнаружил, что она была интерсексом с гениталиями промежуточного типа. Люк признали мужчиной и провели ей более 20 операций в возрасте с 8 до 13 лет для создания уретры. Когда ей было 12 лет, операция не удалась. Люк посчитала последствия проведенной операции слишком невыносимыми и несколько раз пыталась покончить с собой. В новостях сообщалось, что Люк была единственным выжившим ребенком среди семи детей, которым в 1970-х годах была сделана операция в больнице Квонг Ва в Гонконге, для «исправления» их анатомии. После операции в возрасте 13 лет Люк отказалась от дальнейших операций по реконструкции гениталий.
В подростковом возрасте у Люк появилась грудь, спазмы в желудке и кровь в моче. Врачи объяснили, что её организм не реагирует на андрогены. В конечном итоге Люк перенесла операцию по удалению мужских половых органов и теперь живет как женщина.
Люк также страдала от издевательств от одноклассников и учителей.

## Образование
Люк получила степень по социальной работе и традиционной китайской медицине, а также степень магистра по гендерным исследованиям в Китайском университете Гонконга. Сейчас она управляет клиникой холистического лечения в Гонконге.

## Правозащитная деятельность
В 2011 году Смолл Люк основала организацию «Beyond Boundaries – Knowing and Concerns Intersex», которая занимается правами интерсекс-людей. Она работает над распространением информации о интерсекс-людях. Цели организации состоят в том, чтобы повысить осведомленность общественности о интерсекс-людях и отстаивать права интерсекс-людей, включая прекращение принудительных операций по «нормализации» половых органов и конверсионной терапии. Лук призывает правительство Гонконга информировать общественность о интерсекс-людях, расширять антидискриминационные законы, прекратить хирургическое лечение интерсекс-детей, проводимое без их согласия. Люк приглашалась на различные международные и локальные мероприятия, включая собрание ООН в Таиланде, для выступления по вопросам интерсекс-людей и их прав.